# Mi hermano del alma
Mi hermano del alma és una pel·lícula espanyola de drama dirigida el 1993 per Mariano Barroso, que va ser el seu primer llargmetratge. Fa una variació sobre l'arquetip de Caín i Abel en una ambientació tèrbola i inquietant. Fou rodada al Garraf i comptava amb un pressupost de 175 milions de pessetes, dels quals el Ministeri de Cultura en va subvencionar 45 milions.

## Argument
Després de molts anys de separació, dos germans totalment diferents es retroben; per una banda, Carlos és un comercial d'assegurances ambiciós casat amb Julia, exdona de Toni, mentre que Toni és un barrut que s'ha dedicat a enredar a tots els que l'han envoltat. Carlos li proposa anar amb ell de viatge de negocis, però el viatge desfermarà les rivalitats i la tensió entre ambdós que desfermarà la violència.

## Repartiment
- Juanjo Puigcorbé... Toni
- Carlos Hipólito... Carlos
- Lydia Bosch...	Julia
- Juan Echanove... Sebastián
- Chema Muñoz ... Doctor
- Walter Vidarte... Alberto
- Roberto Cairo... Fotògraf
- Josu Ormaetxe ...	Amic
- Ana Goya ... Amiga

## Palmarès cinematogràfic
VIII Premis Goya
| Categoria              | Candidat        | Resultat  |
| ---------------------- | --------------- | --------- |
| Millor actor secundari | Juan Echanove   | Nominat   |
| Millor director novell | Mariano Barroso | Guanyador |

- Festival Internacional de Cinema de Karlovy Vary (1994): millor pel·lícula.[3]
- Premi Sant Jordi de Cinematografia (1995): millor director novell (Mariano Barroso) i millor actor (Juanjo Puigcorbé)